# Centro Educacional Piamartino Carolina Llona de Cuevas
El Centro Educacional Piamartino Carolina Llona de Cuevas —conocido también como Liceo Polivalente Carolina Llona de Cuevas y Colegio Piamartino Carolina Llona de Cuevas— es un establecimiento educacional ubicado en la comuna de Maipú, en la ciudad de Santiago de Chile.

## Historia

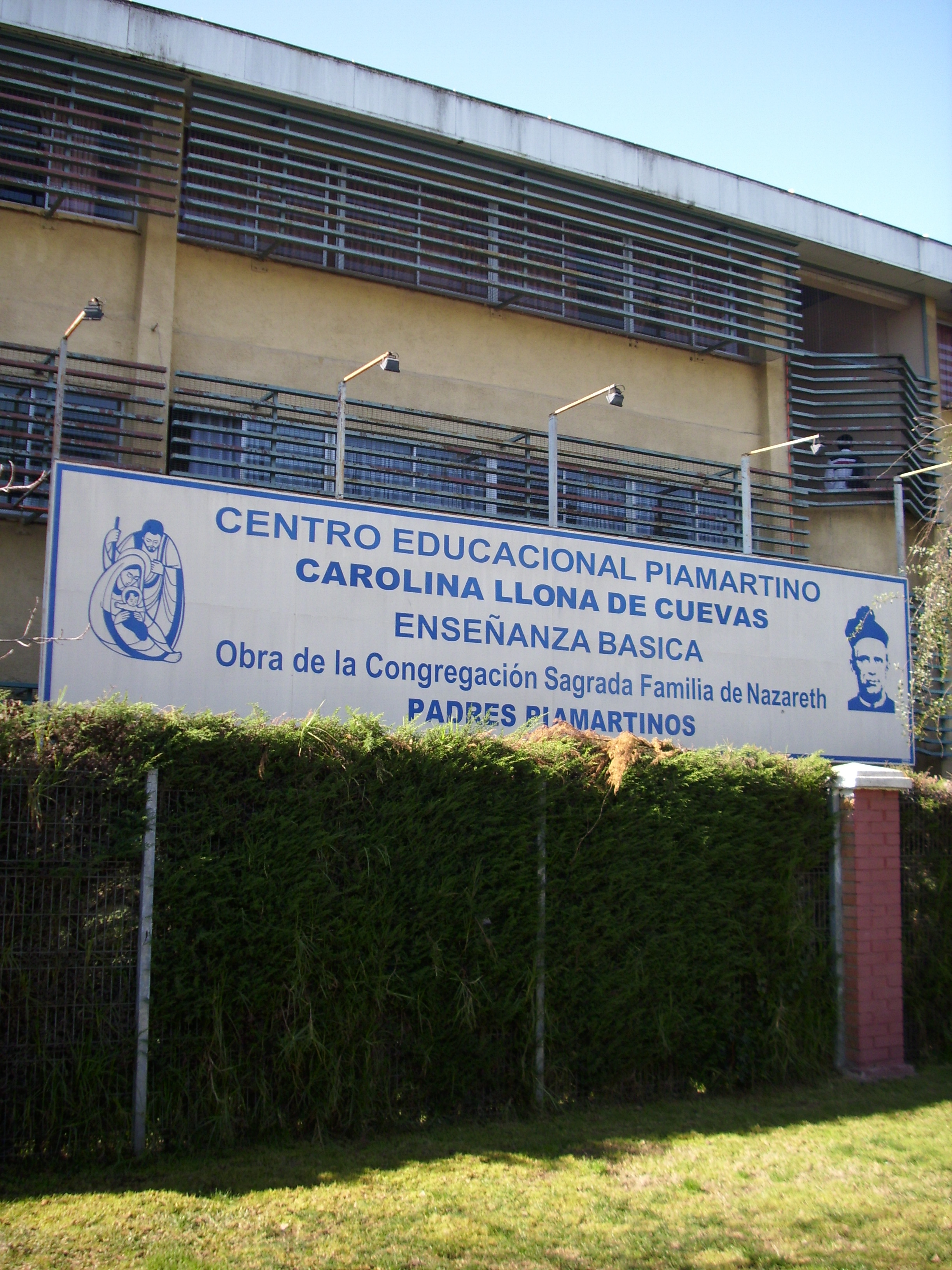

En su testamento del 9 de junio de 1949, Carlos Cuevas Llona —vecino ilustre y miembro de una familia cristiana— expresó su deseo de dejar un terreno a la Parroquia Nuestra Señora del Carmen de Maipú para que esta fundara y mantuviera una escuela católica para niños varones. De esta manera, el párroco Alfonso Alvarado Manrique, con el apoyo del entonces alcalde de Maipú, José Luis Infante, gestó la Escuela Parroquial n.º 325 Carolina Llona de Cuevas, bautizada así en honor a Carolina Llona Alvizú, madre de Carlos Cuevas Llona.
El 12 de septiembre de 1953, el cardenal José María Caro bendijo la primera piedra del establecimiento, el cual abrió sus puertas dos años después para servir a la obra evangelizadora y brindar educación a los hijos de las familias más modestas de Maipú. 